# NGC 3055
NGC 3055 est une galaxie spirale intermédiaire située dans la constellation du Sextant. NGC 3055 a été découverte par l'astronome germano-britannique William Herschel en 1784.

## Caractéristiques
La classe de luminosité de NGC 3055 est III et elle présente une large raie HI. Elle renferme peut-être des régions d'hydrogène ionisé. De plus, c'est une galaxie du champ, c'est-à-dire qu'elle n'appartient pas à un amas ou un groupe et qu'elle est donc gravitationnellement isolée.

### Distance
Sa vitesse par rapport au fond diffus cosmologique est de 2 166 ± 24 km/s, ce qui correspond à une distance de Hubble de 31,9 ± 2,3 Mpc (∼104 millions d'al).
À ce jour, 18 mesures non basées sur le décalage vers le rouge (redshift) donnent une distance de 25,956 ± 4,951 Mpc (∼84,7 millions d'al), ce qui est à l'intérieur de la distance de Hubble. Notons cependant que c'est avec la valeur moyenne des mesures indépendantes, lorsqu'elles existent, que la base de données NASA/IPAC calcule le diamètre d'une galaxie et qu'en conséquence le diamètre de NGC 3055 pourrait être d'environ 20,4 kpc (∼66 500 al) si on utilisait la distance de Hubble pour le calculer. 

### Galaxie à sursaut de formation d'étoiles
NGC 3055 est une galaxie à sursaut de formation d'étoiles qui renferme suffisamment d'étoiles de type Wolf-Rayet pour être qualifiée de galaxie de Wolf-Rayet.